# 흐루셰우스키가

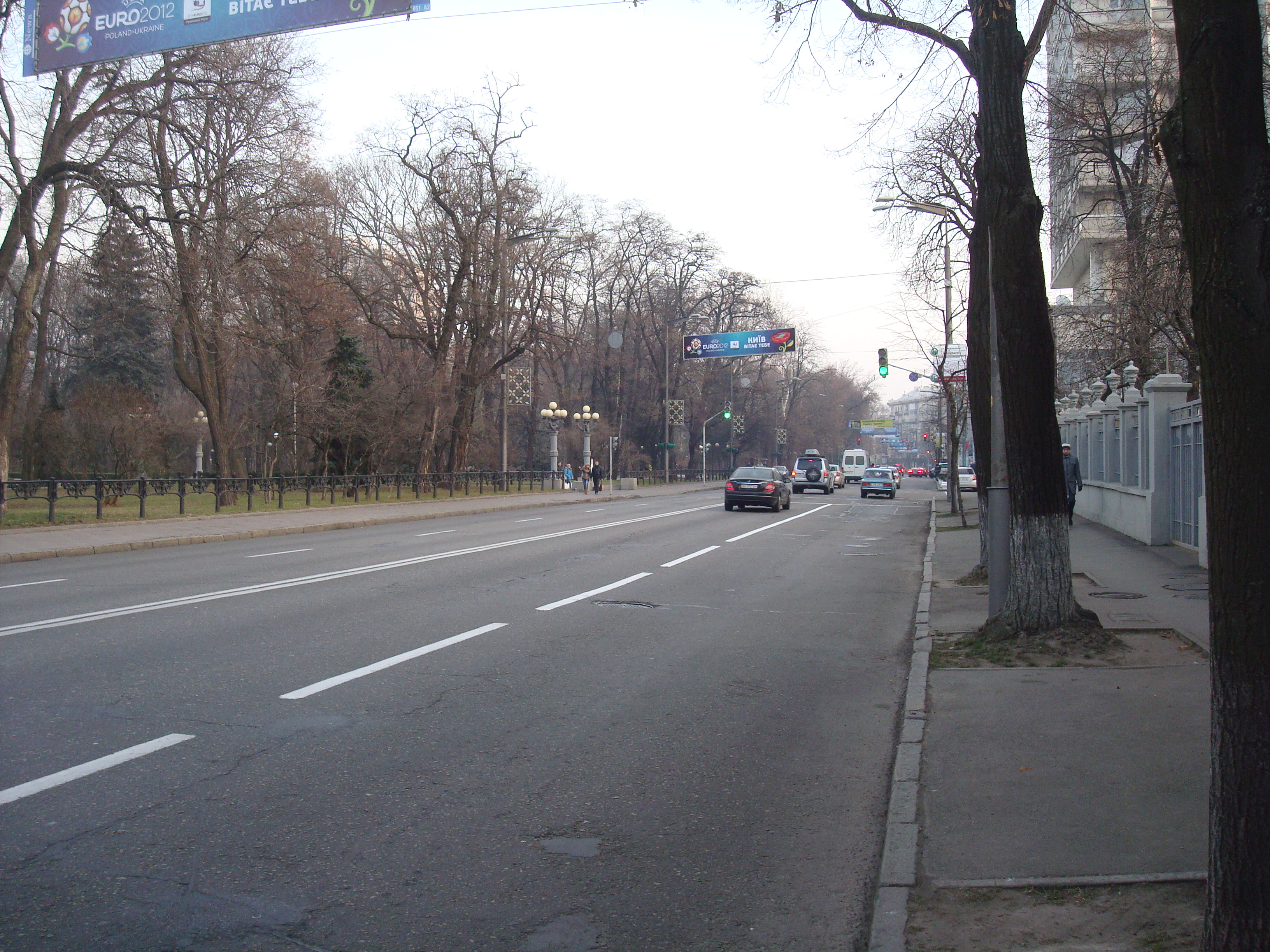
키이우의 흐루셰우스키 가.

미하일로 흐루셰우스키 가 또는 간단하게 흐루셰우스키 가(우크라이나어: вулиця Михайла Грушевського, vulytsia Mykhaila Hrushevskoho)는 우크라이나의 수도인 키이우의 중심 거리이다. 이 거리는 페체르스크 라이온의 리프키 지역에 위치해 있다. 이 거리는 리프키 지역과 페체르스크 라이온을 구분하는 실질적인 경계이다. 유럽 광장에서 이 거리는 키이우 구시가지와 연결된다.
이 거리는 우크라이나의 학회 회원이자, 정치인이자, 역사가인 미하일로 흐루셰우스키의 이름을 따서 지어졌다. 이 거리에는 최고 라다 빌딩 및 정부 청사, 의회도서관이 위치해 있다. 또한 헌법 광장이 있는 마린스키 공원도 있다.
이 장소는 2014년 유로마이단 시위 당시 주요 시위 장소 중 하나였다.

## 같이 보기
- 2014년 흐루셰우스키가 봉기

## 추가 자료
- Kudrytskyi, A. V. (1982). 《Kyiv, A historical overview》 (우크라이나어). 키예프: Ukrainian Soviet Encyclopedia.
- Galina Savchuk, The Streets of Kiev, (Kiev, 1996).